# San Giuliano (isola)
San Giuliano è un'isola della Laguna Veneta. È di proprietà demaniale.

## Geografia fisica
Si presenta come uno stretto lembo di terra che emerge alla sinistra del ponte della Libertà andando verso Venezia. Oggi risulta completamente abbandonata, priva di costruzioni e in parte invasa dalla vegetazione. Le sponde sono interessate a gravi fenomeni di erosione, dovuti anche al moto ondoso provocato dalle imbarcazioni.
Con lo stesso toponimo si indica anche la località di terraferma di fronte all'isola, dove sorge il noto parco San Giuliano.

## Storia
Analogamente ad altre isole lagunari San Giuliano ospitò degli insediamenti monastici, ma fu anche un luogo strategico dal punto di vista difensivo vista la sua posizione in prossimità della terraferma, dove si estendeva il territorio di Treviso.
Sin dal 1152 si ha notizia di un ospizio per i viandanti ricordato, in documenti successivi, come "San Giuliano del Buon Albergo"; gli era annesso un convento di Francescani. Nel 1209 vi fu eretta una torre di difesa con una dogana servita di una palada (ricordata dal 1358), cioè uno sbarramento di pali che obbligava i natanti a passare attraverso i controlli.

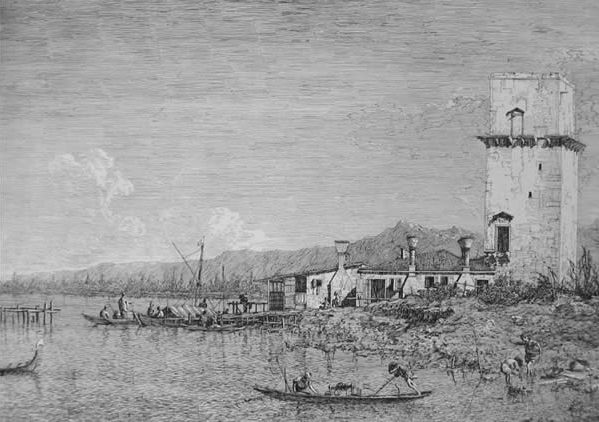
La Torre di Malghera del Canaletto; l'opera, esposta a Berlino, è andata perduta nel 1945.

A partire dal XVI secolo l'isola fu rappresentata nelle cartografie e appare evidente come l'aspetto di allora fosse assai diverso dall'attuale, essendo ben più vasta e articolata. La morfologia venne modificata nel periodo successivo, quando fu sottoposta a importanti interventi difensivi e idrografici. L'isola venne raffigurata anche nel Settecento da una veduta del Canaletto e da un'immagine di anonimo: vi si possono notare la torre, la cavana e altre pertinenze.
Agli inizi dell'Ottocento, durante la dominazione napoleonica, l'isola fu coinvolta nella riorganizzazione delle fortificazioni lagunari che comprendevano la costruzione del vicinissimo forte Marghera. L'antica torre fu abbattuta, mentre sull'estremità rivolta a Mestre fu edificato un ridotto.
Nel 1823 fu realizzata una costruzione per l'intendenza di finanza e l'isola venne così divisa in due porzioni (una per i militari, l'altra per i finanzieri) da un tramezzo di tavole. Di lì a poco l'isola fu completamente abbandonata: durante i moti del 1848 i Veneziani, ritiratisi da forte Marghera, fecero saltare in aria tutte le installazioni presenti su San Giuliano e non vi fu costruito più nulla.